# Apherusa jurinei
Apherusa jurinei är en kräftdjursart som beskrevs av H. Milne-Edwards. Apherusa jurinei ingår i släktet Apherusa och familjen Calliopiidae. Arten är reproducerande i Sverige. Inga underarter finns listade i Catalogue of Life.